# 大別吉切夫島
大別吉切夫島是俄羅斯的島嶼，位於拉普捷夫海的哈坦加灣，把哈坦加灣分為兩個海峽，由薩哈共和國負責管轄，島嶼面積1,764平方公里，西面8.5公里有小別吉切夫島。